# Barry Sloane
Pour les articles homonymes, voir Sloane.
Barry Sloane, né Sloan le 10 février 1981 à Liverpool, en Angleterre, est un acteur britannique. 
Il est notamment connu pour ses rôles de Sean Smith et Niall Rafferty dans les soap opera Brookside (2002-2003) et Hollyoaks (2007-2009) ainsi qu'Aiden Mathis dans la série Revenge (2012-2015) et Chris Fischer dans The Bay (depuis 2022). Dans le jeu vidéo, il est aussi la deuxième voix originale du capitaine John Price (en) dans la saga Call of Duty (2019-2023).

## Biographie
Barry Sloane est né le 10 février 1981 à Liverpool. Il a une sœur.
Il étudie la musique et les arts dramatiques avant de décrocher son premier rôle dans le téléfilm In His Life: The John Lennon Story.

### Vie privée
Il est marié à Katie O'Grady depuis 2013. Le couple a une fille et un garçon : Gracie Bluebell Sloane née en 2010 et Lennon Michael Sloane né en 2016.

## Carrière
Barry Sloane débute dans le métier en 2000 avec le téléfilm In His Life : The John Lennon Story.
En 2004, il joue dans la série Brookside et Holby City
Il décroche son premier rôle au cinéma dans La Bataille de Bassora en 2007.
Au milieu de l'année 2009, il apparaît dans la pièce Jerusalem de Jez Butterworth, qui est joué à la Royal Court Theatre de Londres.
Après avoir interprété le rôle de Kevin Sharpe lors d'un épisode d'Holby City en 2004, l'acteur revient dans la série sous le nom de Kieran Callaghan de 2010 à 2011.
En 2012, il obtient le rôle d'Aiden Mathis dans la série Revenge et restera dans la série jusqu'en 2015.
En 2013, il joue avec Michelle Monaghan et Michael Keaton dans le film Dans l'ombre de la proie. L'année suivante il fait une apparition dans Noé de Darren Aronofsky.
En 2015 il reste sur ABC avec The Whispers, où il joue Wes Lawrence, mais la série est annulée après la première saison. Il joue ensuite dans Longmire, puis dans la mini-série historique Saints and Strangers. Il décroche ensuite un rôle dans quelques épisodes de Shameless l'année suivante.
En 2017, il joue dans Six, mais la série se retrouve annulée après deux saisons.
En 2019, il joue dans plusieurs épisodes de Los Angeles : Bad Girls et obtient un rôle plus important dans Bluff City Law.
En 2019 et en 2022, il interprète le célèbre Captain Price dans Call of Duty: Modern Warfare, Call of Duty: Modern Warfare II et Call of Duty: Modern Warfare III

## Filmographie

### Cinéma

#### Longs métrages
- 2001 : Chevalier : Paysan dans la foule
- 2007 : La Bataille de Bassora (The Mark of Cain) : TA Pvt Glynn
- 2013 : Dans l'ombre de la proie (Penthouse North) de Joseph Ruben : Chad
- 2014 : Noé (Noah) de Darren Aronofsky : Chef braconnier

#### Courts métrages
- 2014 : Shooting an Elephant de Juan Pablo Rothie : Eric Blair

### Télévision

#### Séries télévisées
- 2002 - 2003 : Brookside : Sean Smith
- 2004 : The Courtroom : Barry Potter
- 2004 / 2010 - 2011 : Holby City : Kevin Sharpe / Kieran Callaghan
- 2007 : The Mark of Cain : Glynn
- 2007 - 2009 : Hollyoaks : Niall Rafferty
- 2008 : Hollyoarks Later : Niall Rafferty
- 2010 : Casualty : Davey Blake
- 2010 : The Bill : Josh Hunt
- 2010 : Doctors : Brett Sulivan
- 2010 : DCI Banks : Jackie Wray
- 2012 - 2015 : Revenge : Aiden Mathis
- 2013 : Father Brown : Simeon Barnes
- 2015 : The Whispers : Wes Lawrence
- 2015 : Saints and Strangers : Edward Winslow
- 2015 - 2017 : Longmire : Zach / Zachary Heflin
- 2016 : Shameless : Ryan
- 2017 - 2018 : Six : Joseph "Joe" « Bear » Graves
- 2019 : Los Angeles : Bad Girls : Dante Sherman
- 2019 : Bluff City Law : Jake Reilly
- 2023 : Ces liens qui nous unissent (The Company You Keep) : Connor
- 2025 : Sandman : Destruction

#### Téléfilms
- 2000 : In His Life : The John Lennon Story de David Carson : Ivan
- 2003 : Pleasureland de Brian Percival : Darren
- 2004 : I'm a Juvenile Delinquent - Jail Me ! d'Alex Cox : Piers
- 2012 : Gotham de Francis Lawrence : Boyo

### Jeux vidéo
- 2019 : Call Of Duty Modern Warfare : Capitaine John Price
- 2022 : Call Of Duty Modern Warfare II : Capitaine John Price
- 2023 : Call Of Duty Modern Warfare III : Capitaine John Price